# Dugin vodopad
Dugin vodopad je epizoda serijala Mali rendžer (Kit Teler) obјavljena u Lunov magnus stripu #222. Epizoda je objavljena premijerno u bivšoj Jugoslaviji u septembru 1976. godine. Koštala je 8 dinara (0,44 $; 1,1 DEM). Imala je 96 strana. Izdavač јe bio Dnevnik iz Novog Sada. Naslovna strana predstavlja kopiju Donatelijeve naslovnice iz 1971. za originalni broj 95. Ovo je 1. deo duže epizode koja se nastavila u #223 pod nazivom Podvig Vernog Noža.

## Originalna epizoda
Prvi deo epizode je premijerno objavljen u Italiji u svesci #94 pod nazivom Il libro rosso (Crvena knjiga) objavljena u septembru 1971. Sveska je koštala 200 lira (0,32 $; 1,27 DEM). Epizodu su nacrtali Frančesko Gamba i Kamilo Zufi, a scenario napisao Tristano Toreli. Originalne naslovnice nacrtao je Franko Donateli, tadašnji crtač Zagora.

## Kratak sadržaj
Pleme Komanča je napalo karavan belaca i zarobilo preživele. Nepoznati belac i njegov prijatelj Indijanac Mali Kajuz pratili su Komanče do logora. Spremaju se da neprimetno uđu u logor da bi oslobodili zarobljenike. Isto to, ali sa druge strane logor, pokušavaju da urade Kit i Frenki. Komačne zarobe belca, ali Kit neprimetno ulazi u logor, pronalazi šator poglavice Sivog Vuka, kojeg zatiče na spavanju (u odelu i sa sakemom na glavi). Kit kidnapuje Sivog Vuka i predlaže razmenu za uhvaćenog belca, ali tek pošto budu na bezbednoj udaljenosti. Komanči oslobađaju taoca, ali kreću za Kitom u nameri da ih ubiju pre nego što im pobegnu. Bežeći pred Indijancima, Kit saznaje da je belac zapravo Viljem Kodi, tj. Bil Hikok.

## Zamena naslovnih stranica
Redakcija Dnevnika je i ovaj put zamenila (permutovala) originalne korice epizoda. Naslova strana #222 je u originalu bila naslovna strana naredne epizode (Podvig Vernog Noža), dok je naslovna strana #223 bila naslovna strana ove epizode. Ovakve permutacija je redakcija radila često i sa drugim junacima (npr. Zagorove epizode Vatreno iskušenje i Neravna borba.) Do sada nije otkriven razlog.

## Reprize
U Italiji je ova epizoda reprizirana u  #47 edicije Edizioni If, koja je izašla 14. aprila 2016 . Koštale je €8. U Hrvatskoj je ova sveska pod nazivom Sotonski barun objavljena u 2022. Koštala je 39,9 kuna.

## Prethodna i naredna sveska Malog rendžera u LMS
Prethodna sveska Malog rendžera u LMS nosila je naziv Obračun u vodenici (#219), a naredna Podvig Vernog noža (#223).